# اچ‌ام‌اس ارابه‌ران (پی۴۱۹)
اچ‌ام‌اس ارابه‌ران (پی۴۱۹) (به انگلیسی: HMS Auriga (P419)) یک زیردریایی بود که طول آن ۲۹۳ فوت ۶ اینچ (۸۹٫۴۶ متر) بود. این زیردریایی در سال ۱۹۴۵ ساخته شد.